# Lodoicea maldivica
Lodoicea Comm. ex J.St.-Hil. 1805 es un género de plantas perteneciente a la familia de las palmeras (Arecaceae).  Es monotípico y su única especie el coco de mar (Lodoicea maldivica) es originaria de las Seychelles y de Maldivas, esta especie produce la mayor semilla del mundo, puede llegar a pesar 20 kg.

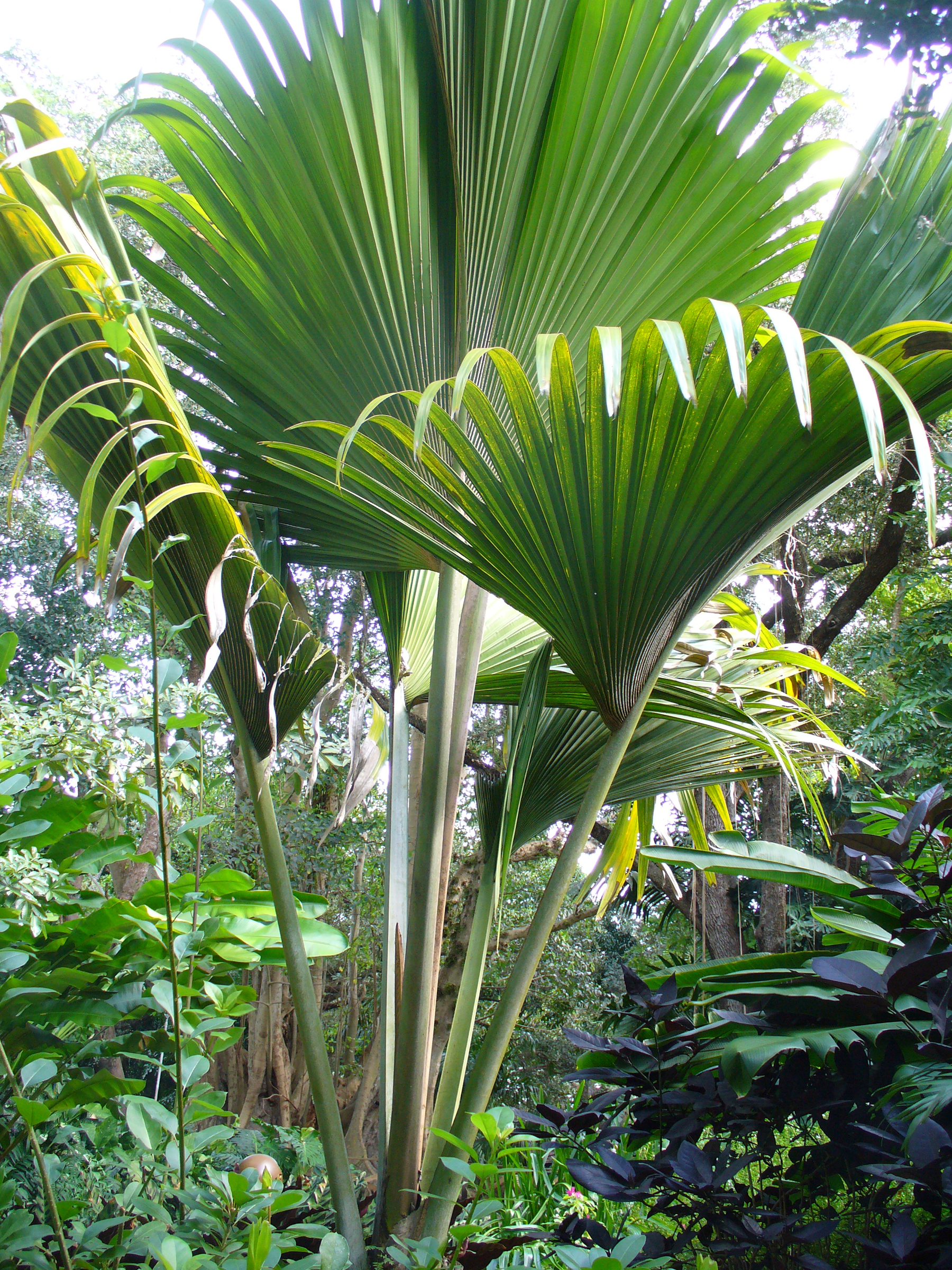
Lodoicea maldivica cultivada en Flamingo Gardens, Davie (Florida, EE. UU.)

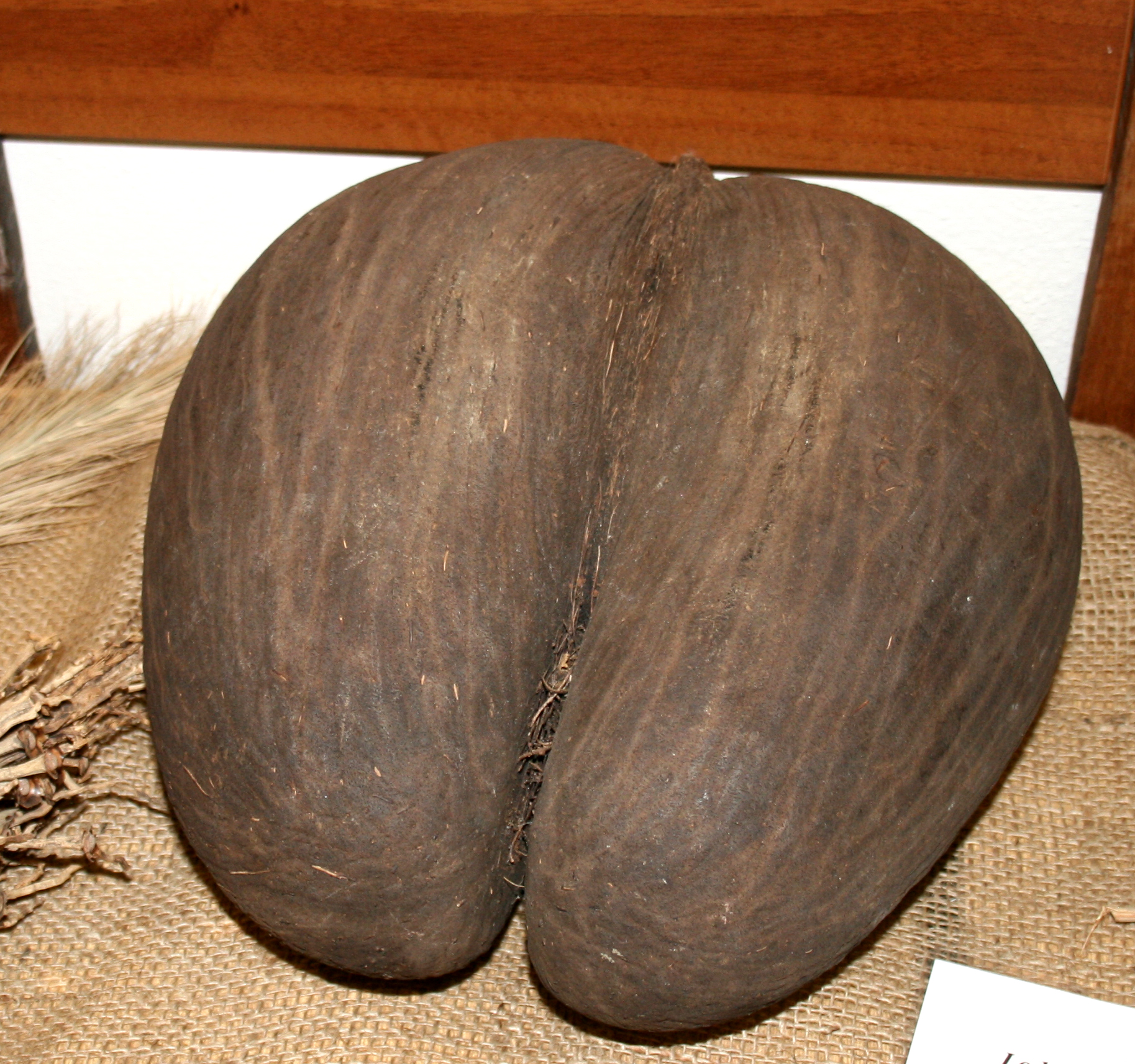
Semillas

## Historia

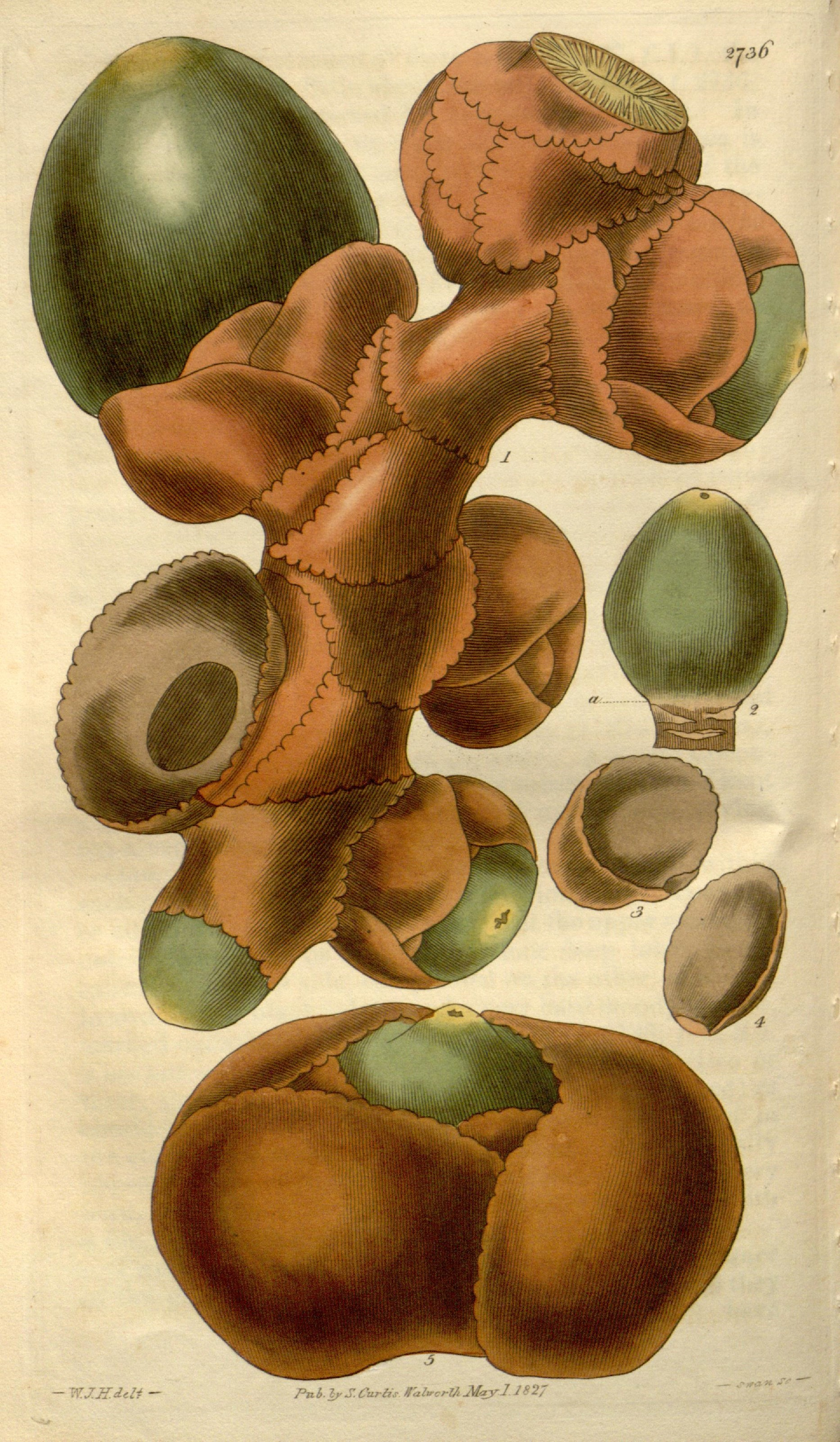
Pl. 2736 Curtis's botanical magazine.

Nombres comunes: coco de mar, coco de mer, coco fesse. En la antigüedad se conocía con el nombre de coco de las Maldivas. El nombre Lodoicea maldivica tiene su origen antes del siglo XVIII, cuando las Seychelles estaban deshabitadas. En tiempos antiguos algunos de los cocos que cayeron de las palmeras de las Seychelles fueron a parar al mar y las corrientes se los llevaron hasta las costas de los atolones de las Maldivas. Estos cocos solamente pueden flotar durante el proceso de germinación. Fueron un artículo exportado por los antiguos comerciantes maldivos al subcontinente indio por su valor medicinal principalmente.

## Descripción
- Tronco: su tronco es único, puede llegar a medir 30 m de altura.
- Hojas: son costapalmeadas; poco recortadas, de gran tamaño.
- Inflorescencia: especie dioica. Las inflorescencias masculinas son cilíndricas y sin ramificar. Tienen una forma fálica. En el caso de las femeninas, las inflorescencias son ramificadas y cubiertas de escamas.
- Fruto: es un gran coco o nuez de color verde, que puede llegar a pesar hasta 25 kg . Bajo su cáscara fibrosa, tiene tres semillas que pueden pesar hasta 20 kg (semilla más grande del mundo). La forma de la semilla recuerda el trasero humano. Su exportación está controlada.

## Distribución y hábitat
La especie es originaria del archipiélago de Seychelles, de clima ecuatorial. Está presente en estado salvaje en las islas de Praslin y Curieuse.
El cultivo fuera de su hábitat natural es bastante raro. Es demasiado difícil debido a la lentitud de germinación, y la reglamentación sobre la exportación de las semillas.

## Curiosidades
Aparece en las monedas de Seychelles de cinco rupias.
El simbolismo sexual de este árbol hizo que se utilizaron las semillas como afrodisíaco. Pero la semilla no tiene propiedades farmacológicas conocidas.

## Taxonomía
Lodoicea maldivica fue descrita por (J.F.Gmel.) Pers. y publicado en Syn. Pl. (Persoon) 2: 630. 1807.
Etimología
Lodoicea: nombre genérico otorgado en honor de Luis XV de Francia (latinizado como Ludovicus).
maldivica: epíteto geográfico que se refiere a su localización en Maldivas.
Sinonimia
- Cocos maldivica J.F.Gmel. 1791 basónimo
- Borassus sonneratii Giseke 1792
- Lodoicea callypige Comm. ex J.St.-Hil. 1805
- Lodoicea sechellarum Labill. 1807
- Cocos maritima Comm. ex H.Wendl. in O.C.E.de Kerchove de Denterghem 1878
- Lodoicea sonneratii (Giseke) Baill. (1895).[5]